# Acetat de potassi
L'acetat de potassi és una sal neutra de l'àcid acètic i el potassi la fórmula és: CH  3  CO  2  K. També denominat en la indústria alimentària amb el codi E 261 per ser un regulador de l'acidesa. És a la saba de diverses plantes, en calcinar la fusta l'acetat de potassi es descompon en àcid carbònic. Era emprat en medicina com un fàrmac amb propietats diürètiques. En les tecnologies d'extinció d'incendis (d'origen oliós). Per descomposició mitjançant electròlisi de l'acetat de potassi el químic alemany Adolph Wilhelm Hermann Kolbe va ser capaç en el segle xix d'aïllar per primera vegada el grup metil.

## Propietats
És una pols blanca coalescent que es dissol ràpidament en aigua i alcohols. Es considera no-tòxic en quantitats quantum satis. No obstant això és insoluble en èter. La seva propietat deliqüescent li fa molt difícil de cristal·litzar. Fon a 292 °C.

## Usos
Se sol emprar en la indústria com anticongelant en lloc del clorur de calci o clorur de magnesi, per ser menys agressiu per al substrat, així com menys corrosiu. És per aquesta raó per la qual se sol emprar com descongelant en els avions que realitzen operacions de de-icing en les pistes d'aterratge. S'empra també com un agent extintor eficaç d'incendis d'olis causa de la seva propietat per formar crostes sobre el focus, causant la seva extinció. Es pot emprar en l'extinció de campanes de cuina (per extingir incendis per olis).
En medicina se sol emprar com a medicament en el tractament de la cetoacidosi diabètica per la seva propietat de descompondre's en hidrogencarbonat i aturar la fase acidòtica. Té propietats diürètiques. Se sol presentar de vegades com a solució aquosa injectable per tractar síndromes de dèficit de potassi. El seu tractament es desaconsella per als malalts renals per la possibilitat de no eliminar l'excés de potassi.
En la indústria alimentària se sol emprar com un additiu alimentari a causa de la capades que posseeix de regular l'acidesa dels aliments (Tampó químic), sol aparèixer codificat com l'I 261. Un exemple d'ús es troba en les farines emprades en forns de pa, i en pastisseries, gelats. És freqüent veure aquest acidificant en l'elaboració de maionesa, vinagre, diversos condiments. A la indústria càrnia s'empra com un substitut dels aliments baix contingut en sodi. Sol prohibir en alguns països si no és d'origen vínic, és a dir, de vinagre del vi.